# Tulum (comune)
Tulum è una municipalità dello stato di Quintana Roo, nel Messico meridionale, con capoluogo la località  omonima.
Conta 28.263 abitanti (2010) e ha una estensione di 2.040,94 km².